# استوديو بايند
استوديو بايند (باليابانية: 株式会社スタジオバインド، بالروماجي: Kabushiki gaisha Sutajio Baindo) هو استوديو رسوم متحركة ياباني، تأسس في نوفمبر عام 2018 من قبل استوديو وايت فوكس وشركة إيغ فيرم كمشروع مشترك، ويقع مقره في سوغينامي في طوكيو.

## التاريخ
تأسست الشركة في نوفمبر 2018 كمشروع مشترك بين استوديو وايت فوكس وشركة إيغ فيرم. كان أول عمل للاستوديو في أنمي سيرك كاراكوري في الحلقتين 22 و31، بينما كان أول عمل للشركة هو ماشوكو تينسي، الذي عرض في 11 يناير عام 2021.

## أعمال الاستوديو

### مسلسلات أنمي تلفزيونية
| العنوان                       | المخرج          | تاريخ بداية العرض | تاريخ نهاية العرض | عدد الحلقات | المراجع |
| ----------------------------- | --------------- | ----------------- | ----------------- | ----------- | ------- |
| موشوكو تينسي: التناسخ الباطلي | مانابو أوكاموتو | 11 يناير 2021     | 20 ديسمبر 2021    | 23          | [ 4 ]   |

## وصلات خارجية
- الموقع الرسمي باللغة اليابانية